# 벌치 국제공항
벌치 국제공항(루마니아어: Aeroportul Internaţional Bălți) 몰도바에서 두 번째로 큰 국제 민간 공항이자 벌치에 있는 두 개의 주요 공항 중 하나이다. 벌치와 몰도바 북부에 민간 여객 및 화물 항공편을 제공한다. 벌치-레아도베니 국제공항은 특히 국제 노선에서 벌치-시티 공항을 대체하고 키시너우 국제공항으로의 항공 교통을 용이하게 하기 위해 1989년에 개장했다.